# George Van Cleaf
George Van Cleaf (n. 8 octombrie 1879, Northfield⁠(d), Richmond County⁠(d), New York, SUA – d. 6 ianuarie 1905, New York City, New York, SUA) a fost un înotător ce a reprezentat Statele Unite ale Americii, medaliat olimpic. A participat la o ediție a Jocurilor Olimpice (1904) în care a câștigat o medalie de aur.

## Participări
Lista de mai jos prezintă principalele competiții la care a participat George Van Cleaf de-a lungul carierei.
- Jocurile Olimpice de vară din 1904